# Ximeng
Ximeng (en chino, 西盟; pinyin, Xīméng) es un condado autónomo bajo la administración directa de la ciudad-prefectura de Pu'er. Se ubica al sur de la provincia de Yunnan, sur de la República Popular China. Su área es de 1391 km² y su población total para 2010 fue +90 mil habitantes.

## Toponimia
Ximeng significa en chino 'alianza/liga occidental'. Si bien no hay consenso sobre la estructura y el origen del nombre, hay varias teorías; 
Una teoría sugiere que las tribus Lahu, Wa, Dai y Lisu juraron una alianza en cuya ubicación sería el occidente de la Oficina administrativa de ese entonces. Otra posibilidad es que "Xi" proviene del nombre étnico Lahu Xi, por lo tanto la alianza fue solo para esa tribu, y no varias. 
Otra teoría relaciona la historia y la mito-religiosidad; Durante la dinastía Qing, en este lugar, el líder de la tribu Lahu se convirtió al budismo, el gobierno Qing tenía un control débil. Con la ayuda del budismo, apareció en la forma de un poderoso guerrero y vencieron, luego construyeron casas budistas y pagodas blancas en la montaña del Templo del Buda. Invitaron a miles de hogares de varias tribus como Lahu y Lisu. Se convocaron a líderes locales y extranjeros para quemar incienso y hacer reverencias en Espacio budista para orar a los dioses y adorar a Buda. La Alianza estableció el poder político y religioso del clan y los señores tribales encabezados por los Tres Budas, gobernando así la Liga Occidental.
Otra teoría es que Ximeng es un lugar para el trabajo misionero, el nombre Ximeng se deriva de la pronunciación del término "Xumi" en las escrituras budistas, "Xumi" alguna vez se escribió como "Ximing" y más tarde como "Ximeng".
Una teoría aparte siguiere que Ximeng es en lengua Lahu, "Xi" significa oro y "Ximeng" significa un lugar donde se produce oro. Debido a que el condado es uno de los condados más ricos en recursos minerales de la provincia de Yunnan y contiene principalmente minas de estaño, plata, plomo y zinc, tungsteno, oro, manganeso, entre otros, esta teoría es la de mayor peso.
Como las otras regiones autónomas, se caracteriza por estar asociada a un grupo étnico minoritario, en este caso, los Va. La región recibió la condición de "autónomo" cuando se estableció el "condado autónomo va de Ximeng" el 5 de marzo de 1965.

## Administración
El condado autónomo de Ximeng se divide en 7 pueblos que se administran en 2 poblados y 5 villas.